# Straight edge

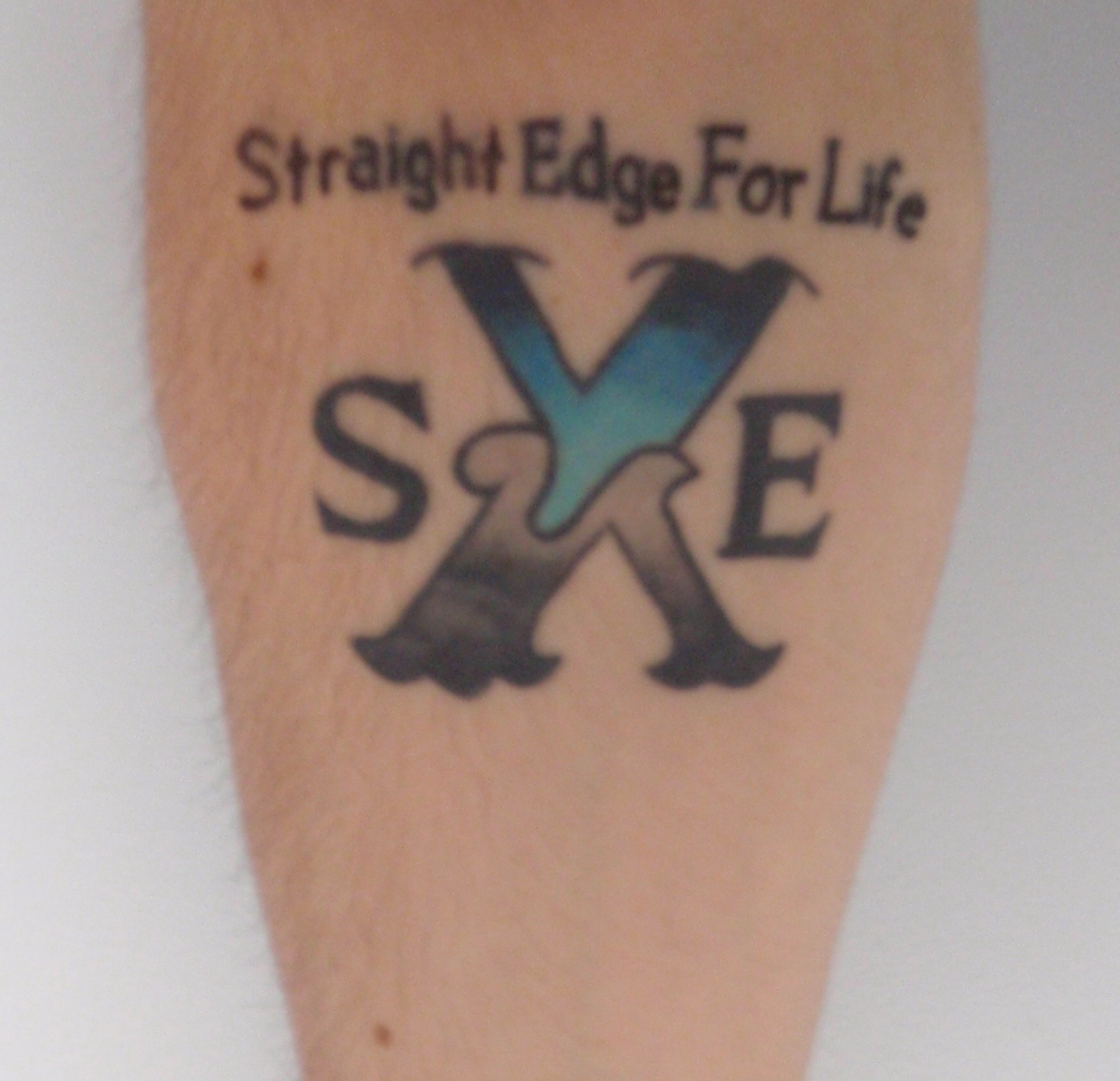
Tatuaggio che raffigura l'abbreviazione di straight edge: sXe

Lo straight edge (abbreviato in sXe) è uno stile di vita che prevede l'astinenza dal consumo di tabacco, alcool e droghe. Può prevedere, se vissuto radicalmente, anche la pratica del vegetarianismo o del veganismo e l'astinenza dal sesso occasionale.  Questa corrente deriva da un'etica di matrice hardcore punk: fu infatti teorizzata e messa per la prima volta in pratica nei primi anni ottanta da Ian MacKaye, membro del gruppo hardcore punk Minor Threat, prendendo il nome da un loro famoso brano.

## Storia

### Inizi (fine anni settanta-primi anni ottanta)
La prima vera canzone legata al movimento è certamente l'omonima Straight Edge dei Minor Threat, pubblicata nel 1981. In particolare, nei suoi primi anni lo stile fu associato con la corrente hardcore punk tecnicamente più veloce, sviluppatasi tra la fine degli anni settanta e l'inizio degli anni ottanta, e caratterizzata da voce in scream. Gli straight edge della cosiddetta old school aderivano spesso agli ideali delle origini del punk rock come individualismo, ideologia no future e disprezzo per lavoro e scuola.
Lo straight edge si sviluppò inizialmente nella costa orientale degli Stati Uniti, a Washington e New York, ma si diffuse rapidamente in tutti gli Stati Uniti e in Canada. Agli inizi degli anni ottanta alcuni dei gruppi più importanti della costa occidentale erano America's Hardcore, Stalag 13, Justice League e Uniform Choice, che nei primi anni dividevano il palco anche con gruppi non straight edge. Tuttavia presto la situazione cambiò e la cosiddetta old school venne in seguito considerata come il periodo precedente alla divisione fra straight edge e non. Altri gruppi di quel periodo erano Minor Threat, State of Alert, Government Issue, The Teen Idles, 7 Seconds, SSD e DYS.

### Youth crew (anni ottanta)

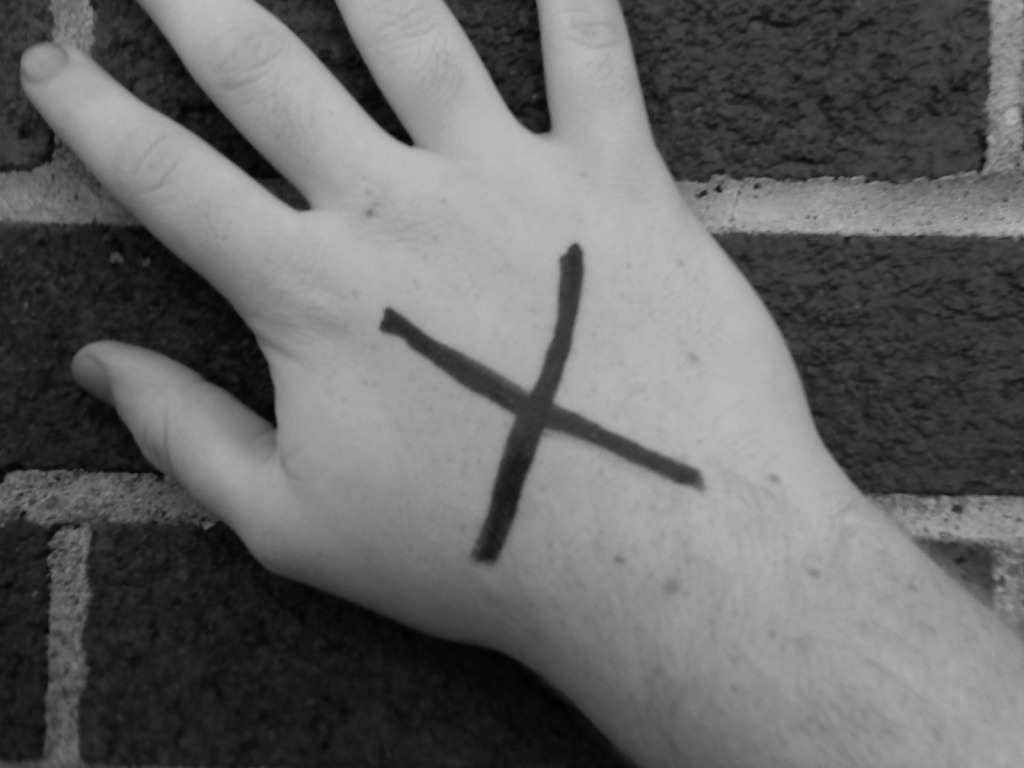
Il simbolo dello Straight Edge: una X dipinta su entrambe le mani

Durante lo sviluppo della subcultura youth crew, attorno alla metà degli anni ottanta, nuove formulazioni dello straight edge vennero espresse in canzoni di gruppi come Gorilla Biscuits, Judge, Bold, Youth of Today, Chain of Strength e Slapshot. Ad esempio, gli Youth of Today, nella traccia Youth Crew, esortavano all'unità della scena con l'intento di formare un movimento e nello stesso periodo lo straight edge iniziò a essere associato anche con vegetarianismo e veganismo. I primi a trattare questo tema furono ancora gli Youth of Today, che nel 1988 pubblicarono la traccia No More nell'album We're Not in This Alone, in cui il cantante Ray Cappo parlava della propria scelta aderente al vegetarianismo.

### Anni novanta
Nei primi anni novanta, gli straight edge militanti erano divenuti una presenza stabile nella scena hardcore mondiale, ed erano spesso considerati di vedute ristrette e potenzialmente violenti. Secondo alcuni detrattori, questi cosiddetti militanti non tolleravano i non straight edge, mostravano supponenza per la propria identità ed erano inclini all'uso della violenza per diffondere i propri ideali. In questo periodo, il veganismo divenne sempre più importante nella scena straight edge e fu propagandato da gruppi come Earth Crisis e Path of Resistance, che si mostravano sensibili anche alla questione dei diritti degli animali. Durante gli anni novanta gruppi più influenzati dal metal, come Mouthpiece, Culture, Earth Crisis, Chorus of Disapproval, Undertow e Strife, trattavano temi di giustizia sociale, diritti degli animali e veganismo.

### Anni 2000
Dopo la fine degli anni novanta iniziarono a scomparire alcuni degli aspetti più estremi e delle manifestazioni più controverse dello straight edge, in parte a causa dei mezzi di comunicazione di massa, che ritraevano il movimento come una gang. In questi anni, poi, la divisione fra straight edge e non è generalmente venuta meno e spesso gruppi straight edge si sono trovati a dividere il palco con band non appartenenti al movimento. Alcuni dei gruppi straight edge emersi in questi anni sono Allegiance, Casey Jones, Down to Nothing, Embrace Today, Have Heart, Rise Against e Stick to Your Guns. Anche il fumettista italiano Zerocalcare, il rapper italiano Metal Carter, il wrestler CM Punk e la cantante canadese Alissa White-Gluz hanno dichiarato di aderire allo stile di vita straight edge.

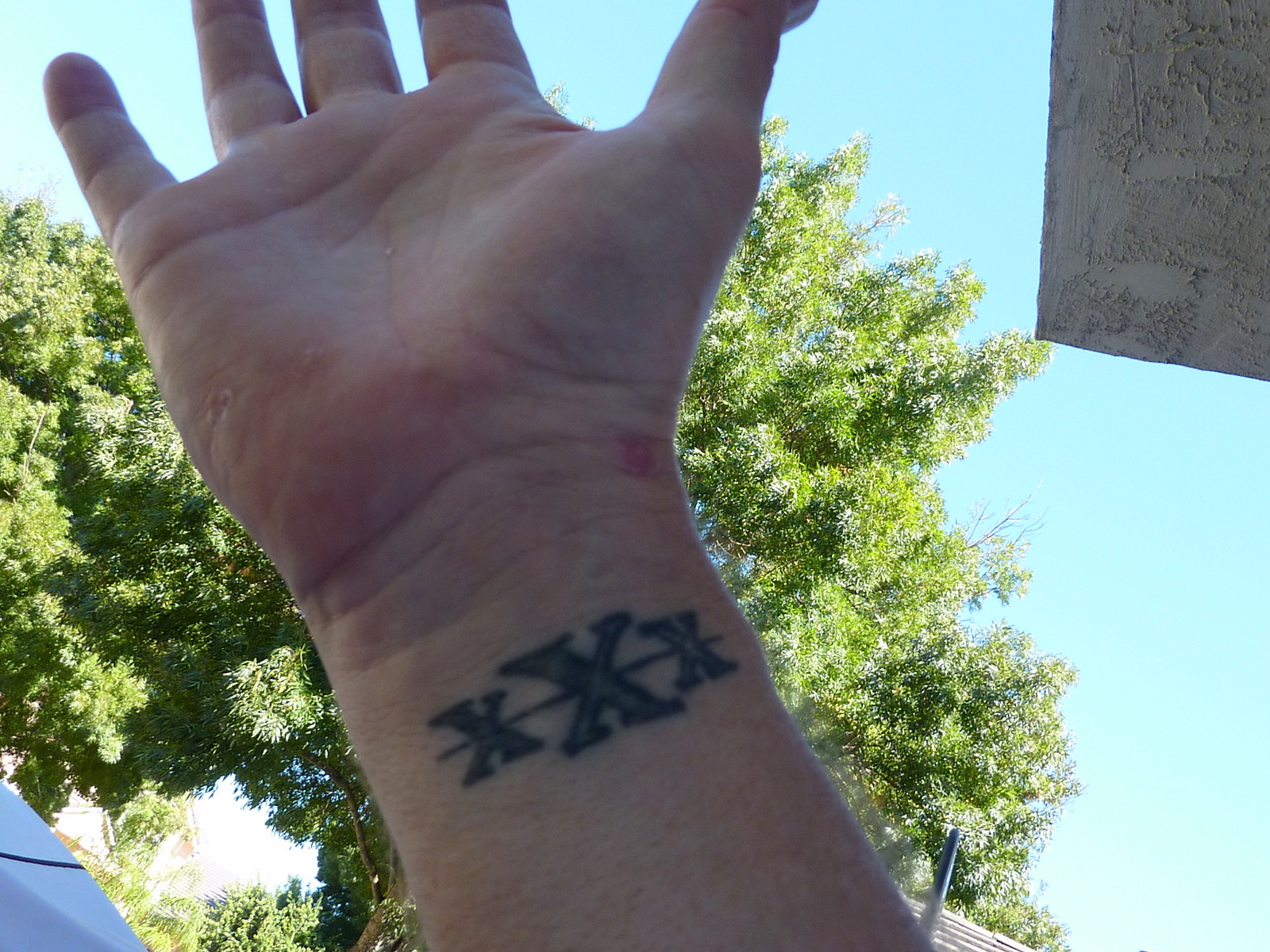
La variazione del simbolo: tre X in successione

## Caratteristiche

### Il simbolo della "X"
La lettera X è il simbolo più noto dello straight edge e viene tracciata, di solito, su entrambe le mani. In base a quanto scritto da Michael Azerrad in Our Band Could Be Your Life, l'origine di questo simbolo risale al breve tour che i Teen Idles tennero nel 1980 nella West Coast. I Teen Idles dovevano suonare al Mabuhay Gardens di San Francisco ma, dal momento che i componenti della band erano al di sotto dell'età legale per l'acquisto di alcolici, lo staff del locale segnò le mani dei membri della band con una X nera, in modo che non fosse loro servito da bere.
Una variante dell'uso della X si ebbe nell'artwork creato dal batterista dei Minor Threat Jeff Nelson, nel quale le tre stelle della bandiera di Washington furono da lui sostituite con tre X. L'abbinamento logico tra hardcore e straight edge ha anche portato alla fusione dei due simboli, coniando l'acronimo "HxC".

## Al cinema
La serie di film xXx, dedicata al personaggio di Xander Cage (interpretato da Vin Diesel), richiama proprio il simbolo dello stile straight edge coniato da Ian MacKaye: infatti, più volte nelle scene si può notare come il personaggio protagonista rifiuti di bere alcolici o promuova uno stile di vita sano, seppur spericolato.